# Potcoavă

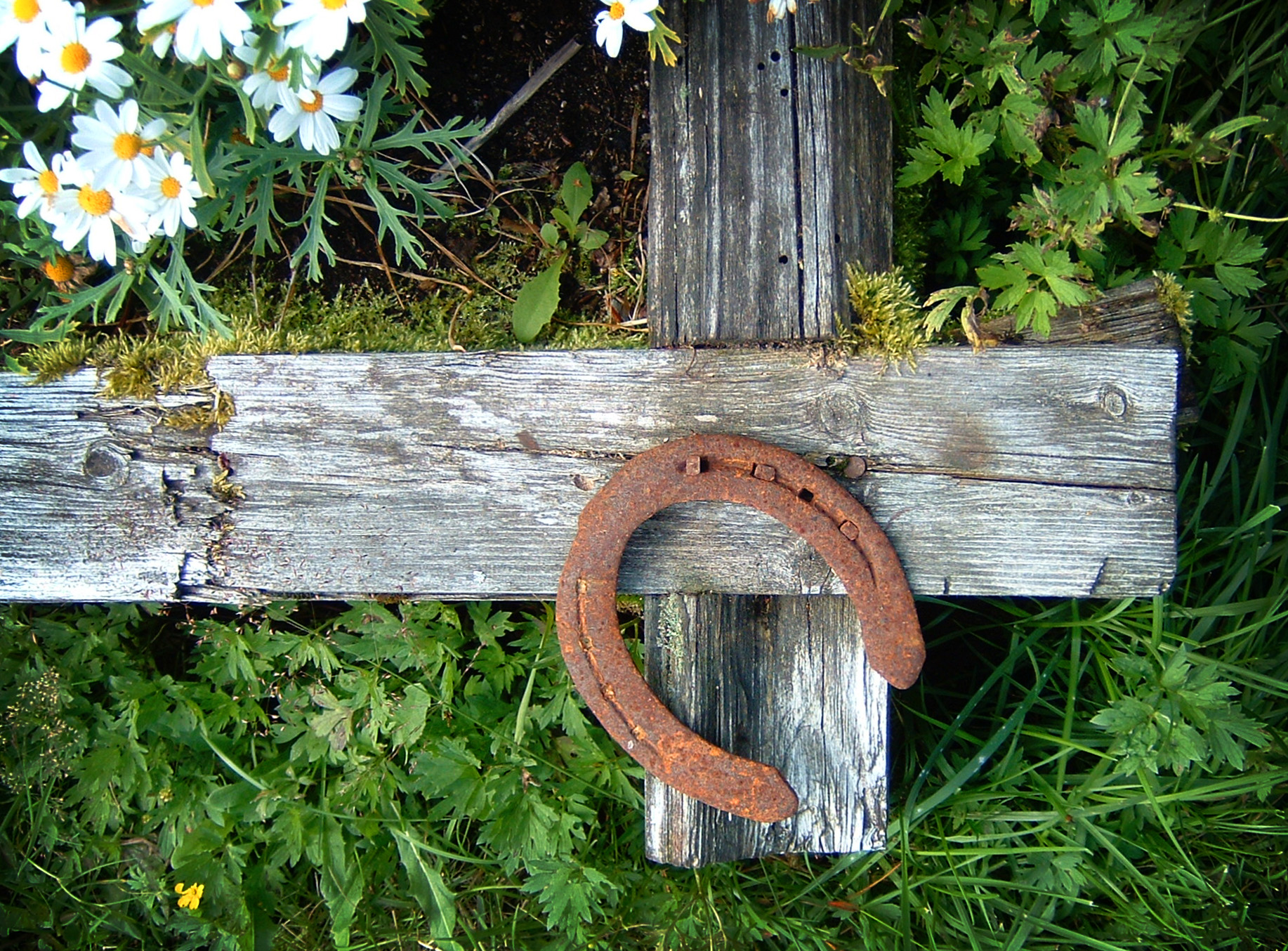
Potcoavă

Potcoava este o piesă în forma literei U care este confecționată de obicei din oțel și care este prinsă prin caiele de copita calului pentru a-l proteja în timpul mersului. În cazul boilor au altă formă datorită diferențelor anatomice între specii. Potcoava protejează animalul de lovituri, frecare cu solul, înțepături, uzură, rupturi ale copitelor. Primele potcoave erau prinse cu caiele supradimensionate ce rămâneau puțin ieșite în afară și care ajutau animalul la tractare, acestea încă se mai folosesc în unele competiții sportive. 